# Djair Parfitt-Williams
Djair Terraii Carl Parfitt-Williams (Hamilton, 1º ottobre 1996) è un calciatore bermudiano, attaccante dell'Haka e della nazionale bermudiana.

## Carriera

### Club
Cresciuto calcisticamente nelle giovanili del West Ham Utd, nel 2015 viene promosso in prima squadra, con la quale debutta il 2 luglio 2015, nell'incontro d'andata dei turni preliminari di Europa League vinto per 3-0 contro gli andorrani del Lusitans. Gioca anche l'incontro di ritorno il 9 luglio successivo, vinto per 0-1 in trasferta, che vale il passaggio al turno successivo. Queste rimarranno le sue uniche due presenze in prima squadra, poiché verrà spesso impiegato con la formazione Under-21. Rimasto svincolato al termine della stagione 2016-2017, il 18 febbraio 2018 si accorda con gli sloveni del Rudar Velenje. Il 12 luglio successivo ha realizzato la sua prima rete in una competizione europea, nell'incontro d'andata dei turni preliminari vinto per 7-0 contro i sammarinesi del Tre Fiori. Svincolatosi nel gennaio 2019, l'anno successivo firma con gli islandesi del Fylkir, con cui gioca per due stagioni nella massima divisione locale, totalizzando 33 presenze e 9 reti tra campionato e coppa. Il 19 febbraio 2022 viene acquistato dal Dover Athletic, club militante nella quinta divisione inglese; il 25 aprile successivo rescinde il contratto che lo legava al club e va a giocare nella prima divisione finlandese all'Ilves, con cui nel 2023 vince anche una Coppa di Finlandia, segnando la rete del definitivo 2-1 nella finale contro l'Honka.

### Nazionale
Il 4 giugno 2022 ha esordito con la nazionale bermudiana, giocando l'incontro pareggiato per 0-0 contro Haiti, valido per la CONCACAF Nations League 2022-2023.

## Statistiche

### Presenze e reti nei club
Statistiche aggiornate al 5 giugno 2022.
| Stagione             | Squadra              | Campionato           | Campionato | Campionato | Coppe nazionali | Coppe nazionali | Coppe nazionali | Coppe continentali | Coppe continentali | Coppe continentali | Altre coppe | Altre coppe | Altre coppe | Totale | Totale |
| Stagione             | Squadra              | Comp                 | Pres       | Reti       | Comp            | Pres            | Reti            | Comp               | Pres               | Reti               | Comp        | Pres        | Reti        | Pres   | Reti   |
| -------------------- | -------------------- | -------------------- | ---------- | ---------- | --------------- | --------------- | --------------- | ------------------ | ------------------ | ------------------ | ----------- | ----------- | ----------- | ------ | ------ |
| 2015-2016            | West Ham Utd         | PL                   | 0          | 0          | FACup+CdL       | 0               | 0               | UEL                | 2                  | 0                  |             | -           | -           | 2      | 0      |
| 2016-2017            | West Ham Utd         | PL                   | 0          | 0          | FACup+CdL       | 0               | 0               | UEL                | 0                  | 0                  |             | -           | -           | 0      | 0      |
| Totale West Ham Utd  | Totale West Ham Utd  | Totale West Ham Utd  | 0          | 0          |                 | 0               | 0               |                    | 2                  | 0                  |             | -           | -           | 0      | 0      |
| feb.-giu. 2018       | Rudar Velenje        | 1.SNL                | 17         | 3          | CS              | -               | -               |                    | -                  | -                  |             | -           | -           | 17     | 3      |
| 2018-gen. 2019       | Rudar Velenje        | 1.SNL                | 4          | 0          | CS              | 0               | 0               | UEL                | 4                  | 1                  |             | -           | -           | 8      | 1      |
| Totale Rudar Velenje | Totale Rudar Velenje | Totale Rudar Velenje | 21         | 3          |                 | 0               | 0               |                    | 4                  | 1                  |             | -           | -           | 25     | 4      |
| 2020                 | Fylkir               | UD                   | 18         | 2          | CI+CdL          | 1+0             | 0               |                    | -                  | -                  |             | -           | -           | 19     | 2      |
| 2021                 | Fylkir               | UD                   | 13         | 5          | CI+CdL          | 1+0             | 2+0             |                    | -                  | -                  |             | -           | -           | 14     | 7      |
| Totale Fylkir        | Totale Fylkir        | Totale Fylkir        | 31         | 7          |                 | 2               | 2               |                    | -                  | -                  |             | -           | -           | 33     | 9      |
| feb.-apr. 2022       | Dover Athletic       | NL                   | 9          | 0          | FACup           | -               | -               |                    | -                  | -                  | FAT         | -           | -           | 9      | 0      |
| Totale carriera      | Totale carriera      | Totale carriera      | 61         | 10         |                 | 2               | 2               |                    | 6                  | 1                  |             | -           | -           | 69     | 13     |

### Cronologia presenze e reti in nazionale
| Cronologia completa delle presenze e delle reti in nazionale ― Bermuda | Cronologia completa delle presenze e delle reti in nazionale ― Bermuda | Cronologia completa delle presenze e delle reti in nazionale ― Bermuda | Cronologia completa delle presenze e delle reti in nazionale ― Bermuda | Cronologia completa delle presenze e delle reti in nazionale ― Bermuda | Cronologia completa delle presenze e delle reti in nazionale ― Bermuda | Cronologia completa delle presenze e delle reti in nazionale ― Bermuda | Cronologia completa delle presenze e delle reti in nazionale ― Bermuda |
| Data                                                                   | Città                                                                  | In casa                                                                | Risultato                                                              | Ospiti                                                                 | Competizione                                                           | Reti                                                                   | Note                                                                   |
| ---------------------------------------------------------------------- | ---------------------------------------------------------------------- | ---------------------------------------------------------------------- | ---------------------------------------------------------------------- | ---------------------------------------------------------------------- | ---------------------------------------------------------------------- | ---------------------------------------------------------------------- | ---------------------------------------------------------------------- |
| 4-6-2022                                                               | Hamilton                                                               | Bermuda                                                                | 0 – 0                                                                  | Haiti                                                                  | CONCACAF Nations League 2022-2023 - Fase a gironi                      | -                                                                      | 86’                                                                    |
| 7-6-2022                                                               | Leonora                                                                | Guyana                                                                 | 2 – 1                                                                  | Bermuda                                                                | CONCACAF Nations League 2022-2023 - Fase a gironi                      | -                                                                      | 64’                                                                    |
| 11-6-2022                                                              | Santo Domingo                                                          | Montserrat                                                             | 3 – 2                                                                  | Bermuda                                                                | CONCACAF Nations League 2022-2023 - Fase a gironi                      | -                                                                      | 60’                                                                    |
| Totale                                                                 |                                                                        | Presenze                                                               | 3                                                                      |                                                                        | Reti                                                                   | 0                                                                      |                                                                        |

## Palmarès

### Club

#### Competizioni nazionali
- Coppa di Finlandia: 1

Ilves: 2023